# 오픈 데이터베이스 라이선스
오픈 데이터베이스 라이선스(Open Database License, ODbL)는 사용자가 다른 사람에게도 동일한 자유를 유지하면서 데이터베이스를 자유롭게 공유, 수정 및 사용할 수 있도록 하기 위한 카피레프트 라이선스 계약이다.
ODbL은 열린지식재단(Open Knowledge Foundation)의 일부인 Open Data Commons에서 게시된다.
ODbL은 사용자가 저작권이나 소유권과 관련된 문제에 대한 걱정 없이 자유롭게 데이터를 공유할 수 있도록 하는 것을 목표로 만들어졌다. 이를 통해 사용자는 다른 데이터베이스를 포함하여 데이터베이스의 데이터를 자유롭게 사용할 수 있다. 데이터베이스의 기존 데이터를 편집한다. 그리고 데이터베이스에 새로운 데이터를 추가한다. 라이선스는 데이터베이스 사용자의 권리뿐만 아니라 데이터에 대한 크레딧이 필요한 경우 크레딧을 부여하는 올바른 절차, 데이터를 변경하거나 개선하는 방법을 설정하여 데이터 공유 및 비교를 단순화한다.

## 자유
- 공유할 자유: 데이터베이스를 복사, 배포 및 사용한다.
- 만들 자유: 데이터베이스에서 작품을 제작한다.
- 적응시킬 자유: 데이터베이스를 수정하고 변환하고 구축하는 것이다.

## 조건
- 속성: 데이터베이스의 공개 사용 또는 데이터베이스에서 생성된 저작물을 ODbL에 지정된 방식으로 귀속시켜야 한다. 데이터베이스 또는 데이터베이스에서 생성된 저작물의 사용 또는 재배포에 대해 귀하는 데이터베이스의 라이선스를 다른 사람에게 명확히 밝혀야 하며 원본 데이터베이스에 대한 모든 고지 사항을 그대로 유지해야 한다.
- 동일조건변경허락: 이 데이터베이스의 개작된 버전이나 개작된 데이터베이스에서 생성된 저작물을 공개적으로 사용하는 경우 해당 데이터베이스도 ODbL에 제공해야 한다.
- 공개 유지: 데이터베이스 또는 그 수정 버전을 재배포하는 경우 해당 조치 없이 버전도 재배포하는 한 작업을 제한하는 기술적 조치(예: 디지털 권한 관리)를 사용할 수 있다.

## 같이 보기
- 데이터베이스권
- 리눅스 재단